# 朴美英
朴美英（韓語：박미영，1981年11月17日—），韓國女子乒乓球运动员。

## 簡歷
2010年11月，朴美英代表韓國出戰廣州亞運會，參加乒乓球比賽的女子雙打（夥拍：金璟娥）及團體項目，在女團項目奪得銅牌。